# هرمونات التوتر
تُفرز هرمونات التوتر (بالإنجليزية: Stress hormone)‏ من قبل الغدد الصماء بهدف تنظيم البيئة الداخلية للجسم أثناء فترات التوتر والإجهاد. تعمل هذه الهرمونات على تعزيز بقاء الكائن الحي من خلال القيام بوظائف متنوعة، مثل تعبئة مصادر الطاقة، وزيادة معدل ضربات القلب، وتقليل العمليات الأيضية غير الضرورية بشكل فوري. في المقابل، ينخفض إفراز بعض الهرمونات الأخرى خلال فترات الإجهاد.
تشمل هرمونات التوتر ، على سبيل المثال لا الحصر:
- الكورتيزول (Cortisol): الهرمون الأساسي للإجهاد لدى البشر.
- الكاتيكولامينات (Catecholamines): مثل الأدرينالين (Adrenaline) والنورأدرينالين (Norepinephrine).
- الفازوبريسين (Vasopressin).
- هرمون النمو (Growth Hormone).

## دور الهرمونات في صحة الإنسان
تفرز الغدد الصماء هرمونات الإجهاد لتنظيم البيئة الداخلية للجسم خلال فترات التوتر. تؤدي هذه الهرمونات دورًا مهمًا في تعزيز بقاء الكائن الحي من خلال تنشيط مجموعة من الوظائف مثل تعبئة مصادر الطاقة، وزيادة معدل ضربات القلب، وتقليل العمليات الأيضية غير الضرورية بشكل فوري. في الوقت نفسه، ينخفض إفراز بعض الهرمونات الأخرى أثناء الإجهاد. تشمل هذه الهرمونات: الكورتيزول، والكاتيكولامينات مثل الأدرينالين والنورأدرينالين، والفازوبريسين، وهرمون النمو.  
تلعب هرمونات الإجهاد دورًا معقدًا في تنظيم الجهاز المناعي ومواجهة الأمراض. فمن جهة، يمكن أن تحفز الاستجابة المناعية من خلال تعزيز إنتاج السيتوكينات، وهي جزيئات تنظم الالتهاب وتعزز المناعة. كما تزيد من نشاط الخلايا القاتلة الطبيعية والبلاعم، مما يساعد الجسم في محاربة العدوى الحادة مثل الإنفلونزا والفيروسات المسببة لأمراض مثل SARS-CoV-1 وSARS-CoV-2.  
ومع ذلك، يمكن لهرمونات الإجهاد أن تؤثر سلبًا على الجهاز المناعي، حيث تقلل من عدد ووظيفة الخلايا الليمفاوية المسؤولة عن إنتاج الأجسام المضادة والمناعة التكيفية. وقد يؤدي ذلك إلى حالة من الالتهاب المزمن، مما يسبب تلف الأنسجة وزيادة خطر الإصابة بأمراض مزمنة مثل التهاب المفاصل والسكري وأمراض القلب. كما يمكن لهذه التأثيرات السلبية أن تزيد من القابلية للإصابة بالعدوى المزمنة وأمراض المناعة الذاتية.  
بالتالي، يعتمد تأثير هرمونات الإجهاد على الجهاز المناعي على شدة الإجهاد ومدته. فبينما يكون الإجهاد المعتدل والقصير الأمد مفيدًا للمناعة، قد يكون الإجهاد الشديد والمستمر مضرًا، ما يجعل تحقيق التوازن بين هذه التأثيرات أمرًا ضروريًا للحفاظ على صحة الجسم.  
بعض الفيروسات، مثل فيروسات الإنفلونزا وSARS-CoV-1 وSARS-CoV-2، تتبع استراتيجيات لتجنب الجهاز المناعي عن طريق قمع إفراز هرمونات الإجهاد، خاصة الكورتيزول. تنتج هذه الفيروسات بروتينًا يشبه هرمون ACTH ولكنه غير نشط وظيفيًا، ما يؤدي إلى تدمير ACTH البشري وقمع وظيفة الغدة الكظرية. يمكن لهذا القمع أن يؤدي إلى قصور الغدة الكظرية، وهو حالة تتسبب في أعراض مثل التعب، وفقدان الوزن، وانخفاض ضغط الدم، وآلام البطن. ونظرًا لأن الكورتيزول ضروري لتنظيم العمليات الفسيولوجية مثل الأيض وضغط الدم والاستجابة المناعية، فإن نقصه يضعف قدرة الجسم على التعامل مع الإجهاد والعدوى، مما يتيح للفيروسات الهروب من الجهاز المناعي والتأثير على الصحة العامة.